# Shona Brownlee
Shona Brownlee MBE (sinh năm 1979) là một vận động viên trượt tuyết người Anh và Nữ phi công của Không quân Hoàng gia Anh. Cô đã giành được hai huy chương tại Giải vô địch thể thao trên tuyết thế giới năm 2021 và tranh tài tại Thế vận hội Người khuyết tật Mùa đông 2022.

## Tiểu sử
Brownlee đến từ Livingston, West Lothian, Scotland. Cô học tại trường tiểu học Carmondean và trường trung học cộng đồng Deans. Cô có bằng cử nhân âm nhạc tại Royal Birmingham Conservatoire và bằng thạc sĩ tại Đại học Bang Arizona.

## Sự nghiệp không quân
Bronwlee gia nhập Không quân Hoàng gia Anh vào năm 2012. Năm đó, cô bị thương ở cổ chân khi tập luyện, sau đó phát triển thành hội chứng đau vùng phức tạp. Năm 2018, cô bị cắt cụt chân.
Brownlee từng là thành viên của Ban nhạc Trung tâm của Không quân Hoàng gia, cô chơi kèn cor của Pháp và piano. Trước khi bị cắt cụt chân, cô không thể tham gia vào ban nhạc diễu hành do chấn thương.

## Sự nghiệp thể thao
Brownlee bắt đầu trượt tuyết ở Bavaria, Đức vào năm 2018. Sau đó, cô trở thành một phần của Đội Para Snowsport Lực lượng Vũ trang, vào năm 2019, cô đã gây quỹ từ thiện 50.000 bảng Anh thông qua tổ chức.
Brownlee được thêm vào đội GB Snowsport cho mùa giải 2021-22. Tính đến năm 2021, cô đã giành được 25 huy chương ở Europa và Cúp Bắc Mỹ, trong đó có 11 huy chương vàng, cô là nhà vô địch của Anh trong tất cả các sự kiện hạng mục trượt tuyết đổ đèo. Tính đến tháng 12 năm 2021, cô là vận động viên trượt tuyết người Anh được xếp hạng cao nhất và tốt thứ 9 trên thế giới. Tại Giải vô địch thể thao trượt tuyết thế giới năm 2021 ở Lillehammer, Na Uy, Brownlee về thứ hai trong sự kiện super-G dành cho nữ, và thứ ba trong sự kiện trượt tuyết. Cô là người Anh đầu tiên giành được huy chương tại Giải vô địch. Trong cùng năm, cô tham gia thi đấu tại Giải vô địch Para-Ba môn phối hợp của Anh.
Vào tháng 2 năm 2022, Brownlee được xác nhận vào đội tuyển Anh tham dự Thế vận hội Người khuyết tật Mùa đông 2022. Đây là Thế vận hội Paralympic đầu tiên của cô, và là một trong 14 vận động viên Scotland tranh tài. Brownlee đứng thứ sáu và cuối cùng trong số những người về đích trong sự kiện ngồi siêu hạng G. Cô đã không hoàn thành cuộc đua của sự kiện ngồi siêu kết hợp, và về thứ chín trong cả hai sự kiện trượt tuyết và lướt ván tuyết.

## Danh hiệu
Vào tháng 11 năm 2021, Brownlee được vinh danh là Nữ thể thao của năm của RAF. Cô được vinh danh MBE trong Lễ vinh danh Năm mới 2022.